# ليغراند ليغسي: تيل أف ذا فايتبوندز
ليغراند ليغسي: تيل أف ذا فايتبوندز (بالإنجليزية: Legrand Legacy: Tale of the Fatebounds)‏، هي لعبة فيديو إندونيسية والتي طورها ستوديو سيمي سوفت، ومن نشر أنورذر إنداي، صدرت اللعبة يوم 24 يناير 2018، وسوف تصدر لاحقاً لمنصة الألعاب الفيديو المنزلية.

## الموقع الخارجي
- الموقع الرسمي
 (الإنكليزية)